# Croton roborensis
Espèce
Classification APG III (2009)
Croton roborensis est une espèce de plantes à fleurs du genre Croton et de la famille des Euphorbiaceae, présente en Bolivie.